# آرامگاه سید اسماعیل نبوی
آرامگاه سید اسماعیل نبوی مربوط به اواخر دوره قاجار است و در کاشمر، خیابان ۱۵خرداد، (خ خاکی) واقع شده و این اثر در تاریخ ۵ تیر ۱۳۸۴ با شمارهٔ ثبت ۱۱۹۲۵ به‌عنوان یکی از آثار ملی ایران به ثبت رسیده است.